# Hadžime Hosogai
Hadžime Hosogai (* 10. června 1986) je japonský fotbalista.

## Reprezentační kariéra
Hadžime Hosogai odehrál 30 reprezentačních utkání. S japonskou reprezentací se zúčastnil letních olympijských her 2008.

## Statistiky
| Japonsko | Japonsko | Japonsko |
| Roky     | Záp.     | Góly     |
| -------- | -------- | -------- |
| 2010     | 3        | 0        |
| 2011     | 7        | 1        |
| 2012     | 8        | 0        |
| 2013     | 7        | 0        |
| 2014     | 5        | 0        |
| Celkem   | 30       | 1        |